# مارك ميركلين
مارك ميركلين (بالإنجليزية: Mark Merklein)‏ مواليد 28 يونيو 1972 في فريبورت، هو لاعب كرة مضرب بهامي سابق بدأ مسيرته كمحترف سنة 1994 وكان يلعب باليد اليمنى. أعلى تصنيف له في الفردي كان المركز الـ 160. أعلى تصنيف له في الزوجي كان 37. سبق أن شارك في دورة الألعاب الأولمبية الصيفية.

## الخط الزمني للأداء
مفتاح
| ف | ن | ن.ن | ر.ن | د# | د.م | ل | أ.أ | ت | غ | ب | ف | ذ | م.خ | ل.ت |

(ف) فاز بالبطولة (ن) وصل النهائي (ن.ن) نصف النهائي (ر.ن) ربع النهائي (د#) الأدوار الأربعة الأولى (د.م) دور المجموعات (ل) شارك في كأس ديفيز (أ.أ) خرج من الأدوار الاولى (ت) خسر التصفيات التأهيلية (غ) غاب عن الحدث أو البطولة (ب) حصل على ميدالية برونزية (ف) حصل على ميدالية فضية (ذ) حصل على ميدالية ذهبية (م.خ) بطولة الماسترز خُفضت إلى مرتبة أقل (ل.ت) البطولة لم تعقد في السنة المعينة.
لتجنب الارتباك وازدواجية الحساب، يتم تحديث هذه المعلومات إما في نهاية البطولة، أو عندما تكون مشاركة اللاعب في البطولة قد انتهت.

### الفردي
| الدورة            | 1994 | 1995 | 1996 | 1997 | 1998 |
| ----------------- | ---- | ---- | ---- | ---- | ---- |
| أستراليا المفتوحة | غ    | غ    | غ    | غ    | غ    |
| فرنسا المفتوحة    | غ    | غ    | غ    | غ    | غ    |
| بطولة ويمبلدون    | غ    | غ    | غ    | غ    | غ    |
| أمريكا المفتوحة   | د1   | غ    | غ    | غ    | د1   |

## روابط خارجية
- مارك ميركلين على موقع رابطة محترفي التنس (الإنجليزية)
- مارك ميركلين على موقع الاتحاد الدولي لكرة المضرب (الإنجليزية)
- مارك ميركلين على موقع كأس ديفيز (الإنجليزية)
- مارك ميركلين على موقع خلاصة التنس.كوم (الإنجليزية)
- مارك ميركلين على موقع أوليمبيديا (الإنجليزية)